# Ролон, Кевин
Кевин Адриан Ролон Бенитес (исп. Kevin Adrián Rolón Benítez; род. 2 марта 2001, Монтевидео) — уругвайский футболист, защитник казахстанского клуба «Елимай».

## Карьера
Футбольную карьеру начал в составе клуба «Монтевидео Уондерерс». 10 февраля 2021 года в матче против клуба «Рентистас» дебютировал в чемпионате Уругвая. 9 марта 2021 года в матче против клуба «Боливар» дебютировал в Кубке Либертадорес.
19 февраля 2025 года подписал контракт с клубом «Елимай».

## Клубная статистика
| Игровая карьера | Игровая карьера      | Игровая карьера | Лига | Лига | Кубки | Кубки | Межд. | Межд. | Др. | Др. |
| --------------- | -------------------- | --------------- | ---- | ---- | ----- | ----- | ----- | ----- | --- | --- |
| 2020            | Монтевидео Уондерерс | А               | 5    | 1    | —     | —     | —     | —     | —   | —   |
| 2021            | Монтевидео Уондерерс | А               | 23   | 0    | —     | —     | 1     | 1     | —   | —   |
| 2022            | Монтевидео Уондерерс | А               | 30   | 0    | —     | —     | 6     | 0     | —   | —   |
| 2023            | Монтевидео Уондерерс | А               | 22   | 0    | —     | —     | —     | —     | —   | —   |
| 2024            | Монтевидео Уондерерс | А               | 33   | 5    | —     | —     | —     | —     | —   | —   |
| 2025            | Елимай               | А               | —    | —    | —     | —     | —     | —     | —   | —   |